# تاإيشي نيشيوكا
تاإيشي نيشيوكا (باليابانية: 西岡 大志) (28 يوليو 1994 في ميازاكي في اليابان – )؛ هو لاعب كرة قدم سابق كان يلعب كمدافع.

## وصلات خارجية
- تاإيشي نيشيوكا على موقع رابطة كرة القدم اليابانية للمحترفين (اليابانية)
- تاإيشي نيشيوكا على موقع قاعدة بيانات كرة القدم.إي يو (الإنجليزية)
- تاإيشي نيشيوكا على موقع Soccerway.com (الإنجليزية)
- تاإيشي نيشيوكا على موقع عالم كرة القدم.نت (الإنجليزية)